# Pseudarchaster verrilli
Pseudarchaster verrilli is een kamster uit de familie Pseudarchasteridae.
De wetenschappelijke naam van de soort werd in 1905 gepubliceerd door Hubert Ludwig.